# Siracusa Challenger 1991
Il Siracusa Challenger 1991 è stato un torneo di tennis facente parte della categoria ATP Challenger Series nell'ambito dell'ATP Challenger Series 1991. Il torneo si è giocato a Siracusa in Italia dal 30 settembre al 6 ottobre 1991 su campi in terra rossa.

## Vincitori

### Singolare
Carlos Costa ha battuto in finale  Stefano Pescosolido con il punteggio di 6–3, 7–6

### Doppio
Massimo Boscatto /  Cristian Brandi hanno battuto in finale  Diego Nargiso /  Stefano Pescosolido con il punteggio di 3–6, 7–6, 7–6